# Колосково (Белгородская область)
Колосково — село в Валуйском районе Белгородской области России, административный центр Колосковского сельского поселения.

## География
Село расположено в юго-восточной части Белгородской области, на левом берегу реки Оскол, выше по руслу (в 3,22 км по прямой к западо-северо-западу) от районного центра, города Валуек.

## История
К 1696 году оформились селения Жерлицыно, Дроново, Колосково, Микляево, называнные по фамилиям служивых людей. Колосковские крестьяне никогда не были крепостными, здесь находились земли государственных крестьян, выходцев из служилых людей Валуйской крепости.
В 1815 году деревня Колосково насчитывает однодворцев – 18 дворов, мужчин – 54, женщин – 58, войсковых обывателей – 4 двора, мужчин – 8, женщин – 12.
В 1859 году — Валуйского уезда «деревня казенная Колоскова при заливе реки Оскол» «по левую сторону большого проселочного тракта от города Валуек на город Старый Оскол» — в 8 верстах от уездного города — 28 дворов.
К 1900 году — Казацкой волости Валуйского уезда «Колосковское общество» — деревни Колоскова, Жерлица, Кочкина и Микляева — 142 двора, 1024 жителя (536 мужчин, 488 женщин), земельный надел 1545,5 десятины.
С июля 1928 года деревня Колосково в Лавинском сельсовете Валуйского района.
В 1997 году Колосково — в составе Лавинского сельского округа Валуйского района.
В 2006 году село Колосково — центр Колосковского сельского поселения Валуйского района Белгородской области, в которое также входят села Лавы, Посохово, Ситнянка, Старцево и Тулянка.

## Колосковский клад
В 1895 года у деревни Колосковой на берегу Оскола был выпахан клад — серебряные и бронзовые украшения и два наконечника копья в стальном шлеме. Клад попал в Императорскую археологическую комиссию, а она, в свою очередь, подарила его в 1897 году Государственному Историческому музею.
Академик Б.А. Рыбаков после тщательного изучения колосковского клада доказал его славянскую принадлежность и датировал V—VII веками нашей эры.

## Население
В 1859 году в Колоскове насчитали 196 жителей (92 мужчины, 104 женщины).
На 1 января 1932 года в Колоскове — 1185 жителей.
В 1979 году в селе Колоскове Лавинского сельсовета Валуйского района — 1011 жителей, на 12 января 1989 года — 1003 (437 мужчин, 566 женщин), на 1 января 1994 года — 961 житель, 367 хозяйств.
В 1997 году в Колоскове насчитывалось 370 домовладений, 959 жителей; в 1999 году — 928 жителей, в 2001 году — 929.
| 2002 | 2010 |
| ---- | ---- |
| 915  | ↘882 |

## Инфраструктура
По состоянию на 1995 год в Колоскове — два фермерских хозяйства (производство зерновых), Дом культуры, библиотека, средняя школа.